# Якорь-кошка

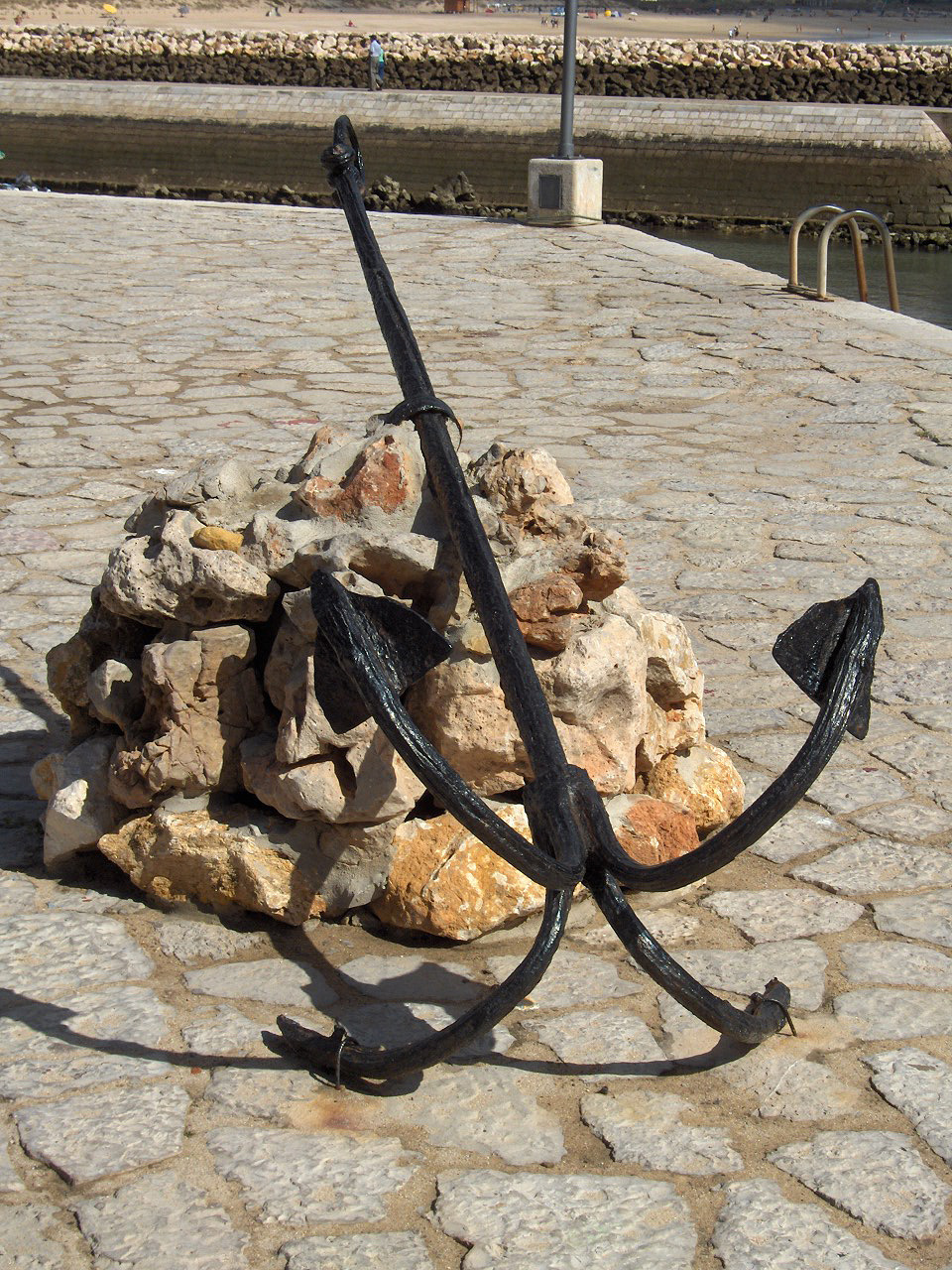
Якорь-кошка.

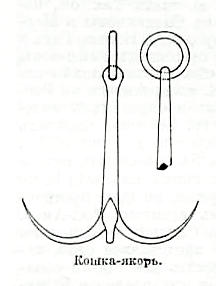
Кошка-якорь, иллюстрация к статье «Кошка», Военная энциклопедия Сытина, Санкт-Петербург, 1911 — 1915 годы.

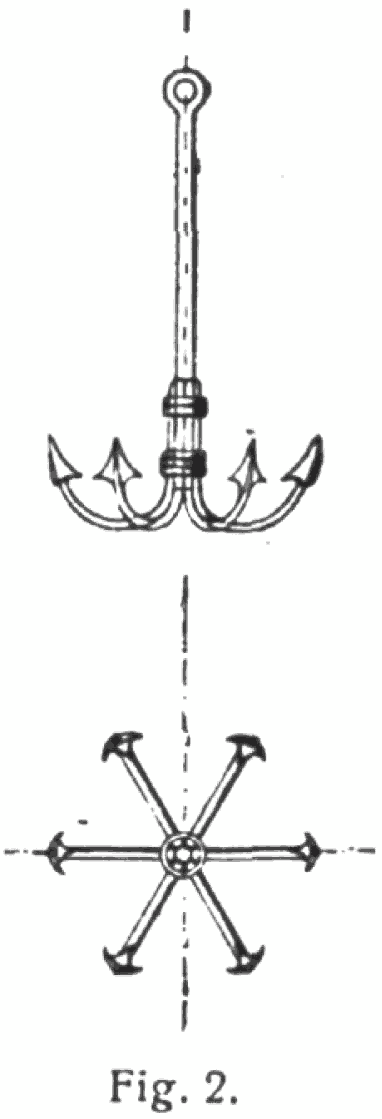
«Кошка» (кошка-крюк, крюк-кошка).

«Ко́шка», Я́корь-ко́шка — якорёк о четырёх (иногда о трёх, о пяти) лапах, широко распространённый тип якорей для судов и лодок и специальное приспособление (изделие) для абордажа или штурма стен укреплений.
Кошка, более крупных размеров, на флоте, в России, также использовалась при вытраливании и порче телеграфных кабелей противника.

## Якорь
Кошка как якорь для маломерных судов является предпочтительным, особенно складной якорь-кошка, а на больших судах может рассматриваться только в качестве вспомогательного, ввиду небольшой удерживающей силы. Складываемые лопасти якоря-кошки минимизируют его транспортировочные размеры, что особенно приветствуют на небольших надувных или складных лодках. Якорь-кошка пригоден для применения на практически любых грунтах. В торговой сети предлагают якоря массой от 1,5 до 12 килограмм с дискретностью в 0,5 кг. Для небольших, водоизмещением 200 — 400 кг лодок достаточно якоря-кошки массой четыре — пять килограмм.
Якорь-кошка может быть применён для траления (поиска утопленных снастей и других предметов).
Данный якорь популярен среди рыбаков. А самодельный якорь-кошка был ничем иным как пучком арматурной проволоки, сваренной посередине длины стержней, свободные концы стержней были отогнуты как крюки или шипы. Идея была в том, что крючья могут распрямиться под нагрузкой, высвобождая зацепившийся якорь-кошку, после чего шипы можно повторно загнуть в исходное положение. Этот якорь можно забрасывать и в каменистые расщелины, на сильно захламлённое дно, и на участке вроде «кладбища затонувших кораблей», не сильно рискуя оказаться с якорем, намертво застрявшим на дне.
Во время Второй мировой войны английские, японские и немецкие моряки использовали «кошки» в надежде зацепить или повредить вражеские подводные лодки.

## Приспособление
«Кошка» (багор с крючьями) для абордажа и штурма стен укреплений представляет собой металлическое приспособление (изделие) напоминающее кошку-якорь, только меньшего размера и веса, для того чтобы было возможно её забросить как можно дальше или выше. И при помощи верёвки, к ней привязанной, притянуть судно (корабль) или взобраться на стену укрепления, для их захвата.
«Кошка» использовалась и используется военнослужащими для расчистки препятствий и чтобы взорвать мины с установкой на неизвлекаемость.